# Carlos Faemino
Carlos Faemino és el nom artístic de Juan Carlos Arroyo Urbina (Madrid, 26 de maig de 1957) humorista i guionista espanyol, membre del dúo humorístic Faemino y Cansado.

## Biografia
Carlos Faemino nasqué a Madrid, al barri de Carabanchel, i forma parella humorística amb el seu amic Ángel Javier Pozuelo Gómez (Javier Cansado). Posteriorment comença a compaginar les actuacions dins del duo amb projectes personals com la pintura o la creació de guions.

## Faemino y Cansado
Amb Cansado comença a actuar al Retiro de Madrid, famós per les actuacions espontànies de diversos artistes que s'hi citaven. Van actuar en aquest escenari durant prop de quatre anys, arribant a oferir espectacles de més de dues hores de durada. Se'ls va conèixer al principi com "Los del mono rojo", (encara que el seu veritable nom artístic era Tato y Kiko), per l'abillament que portaven aquells dies. Més endavant es van batejar com "Los Hermanos Benítez". Finalment, al final d'aquesta època es van passar dir-se Faemino y Cansado.
En l'època final van començar a compaginar les actuacions del Retiro amb espectacles en bars de la perifèria de Madrid. D'aquí van donar el salt a teatres. Amb l'augment de la seva popularitat van acabar apareixent a televisió.
Van començar en televisió als programes infantils La bola de cristal i Cajón Desastre. Posteriorment van realitzar una sèrie de 16 programes propis d'aproximadament mitja hora de durada: El orgullo del tercer mundo, emesos a TVE 2. També van fer aparicions esporàdiques en programes de varietats com Tutti Frutti, Però esto que es? o Vip Noche.

## Carrera en solitari
L'activitat de Carlos Faemino en solitari és molt més reduïda que la del seu company Javier Cansado, segons aquest perquè "És que Carlos és més mandrós. No té més història." En solitari ha rodat el curtmetratge ¿Quieres que te lo cuente?, realitzat el 1998.
En 1999 fou soci fundador de la discogràfica independent 18 Chulos, junt a Javier Krahe, Pepín Tre, El Gran Wyoming, Pablo Carbonell i Santiago Segura.
Encara que no està comprovat sembla que és també l'actor que dona vida al personatge Rafa Corega, un músic multidisciplinari aparegut en 2006 l'obra del qual es distribueix per internet. http://www.rafacorega.com/